# Devisenmarktintervention
Die Devisenmarktintervention ist eine Marktregulierung, bei der Zentralbanken auf dem Devisenmarkt als Käufer oder Verkäufer von Devisen zur Beeinflussung des Wechselkurses auftreten.
Neben der Zinspolitik sind Devisenmarktinterventionen das einzige direkt wirksame wirtschaftspolitische Instrument im Rahmen der Währungspolitik zur Einflussnahme auf den Devisenmarkt. Insbesondere in fixen Wechselkursregimen sind Devisenmarktinterventionen zwingend, sobald die international festgelegten Wechselkursbandbreiten durch die tatsächlich entstandenen Devisenkurse erreicht werden. Devisenmarktinterventionen stellen dann sicher, dass die Wechselkursbandbreiten eingehalten werden. Derartige sich häufende Interventionen galten als Indikator für eine spätere Auf- oder Abwertung von Fremdwährungen.

## Geschichte
Als im Mai 1949 der Internationale Währungsfonds (IWF) die erste Wechselkursparität für Deutschland auf 3,33 DM = 1 US $ festlegte, schuf er auch für die anderen IWF-Mitgliedstaaten feste Wechselkursbandbreiten, innerhalb derer der Wechselkurs frei schwanken durfte. Drohte durch die Marktentwicklung der festgelegte obere Interventionspunkt überschritten oder der untere unterschritten zu werden, mussten die betroffenen Zentralbanken durch Verkäufe bzw. Käufe in das Marktgeschehen auf dem Devisenmarkt eingreifen. 
Im März 1961 sank die Wechselkursparität durch die erste Aufwertung der DM auf 4,00 DM, die zweite DM-Aufwertung folgte im Oktober 1969 auf DM 3,66, eine dritte im Dezember 1969 auf DM 3,22. Im Oktober 1968 erforderte der stetige Abwertungsdruck des US-Dollars die Einstellung der Devisenmarktinterventionen durch die Deutsche Bundesbank. Die bisherige heterogene wirtschaftliche Entwicklung der westlichen Industriestaaten machte ein Festhalten an diesem System fester Wechselkurse unmöglich, denn die Zentralbanken mussten immer häufiger intervenieren. Exportstarke Nationen wie Deutschland waren tendenziell aufwertungsverdächtig, Länder mit einer negativen Handelsbilanz wie die USA potenziell abwertungsgefährdet. Aufwertungsverdächtige Länder erhöhten durch die ständigen Devisenkäufe ihre Währungsreserven, abwertungsgefährdete Staaten verloren ihre Devisenreserven. Die festen Wechselkurse wurden erstmals am 30. September 1969 gelockert. Die international abgestimmte Anpassung der Wechselkursparitäten im Dezember 1971 (Smithsonian Agreement) sowie die Dollarabwertung um 10 % im Februar 1973 waren Versuche, das Paritätensystem zu retten. In einer Fernsehansprache am 15. August 1971 kündigte der US-Präsident Richard M. Nixon einseitig das Abkommen von Bretton-Woods des IWF. Am 17./18. Dezember 1971 wurde im Rahmen des Smithsonian Agreement eine Absprache über die Neuordnung der Wechselkurse durch so genannte Leitkurse getroffen. Es handelte sich um die Erhöhung der Bandbreiten von ± 1 % auf ± 2,25 %.
Devisenmarktinterventionen der Zentralbanken fanden aber auch während der Ära der frei schwankenden Wechselkurse („Floating“) ab März 1973 statt und galten als massive Marktregulierung durch operative Eingriffe in das Marktgeschehen zur Stabilisierung der Währungskurse.
Die Europäische Zentralbank geht mit Devisenmarktinterventionen zurückhaltend um. Sie intervenierte im September 2000 zweimal, im November 2000 fünfmal und im März 2011 einmal.

## Interventionspflicht
Das IWF-Abkommen verpflichtete die IWF-Mitgliedsstaaten, die vereinbarte Wechselkursbandbreite strikt einzuhalten. Das geschah durch Interventionen der Zentralbanken, die als Devisenkäufer oder -verkäufer in das Marktgeschehen am Devisenmarkt eingriffen. Zu diesem Zweck gab es zwei Interventionspunkte, die oberhalb und unterhalb des Devisenkassamittelkurses lagen und deshalb oberer und unterer Interventionspunkt hießen. Die jeweilige Zentralbank musste die Leitwährung durch Interventionen auf dem Devisenmarkt kaufen, wenn der aktuelle Währungskurs den unteren Interventionspunkt erreichte und verkaufen, sobald der Tageskurs durch die Marktentwicklung an den oberen Interventionspunkt gelangte. Durch diese künstliche Nachfrage oder dieses künstliche Angebot konnte das Unterschreiten des unteren und das Überschreiten des oberen Interventionspunkts verhindert werden, was zu veränderten Marktdaten (Devisenkassakurse) führte. Diese Interventionen lösten jedoch enorme Auswirkungen auf dem Geldmarkt aus, weil der Devisenkauf durch die Zentralbank für eine unerwünschte Erhöhung der Geldmenge sorgte und umgekehrt.

## Auswirkungen
Die durch Devisenmarktinterventionen hervorgerufenen Wechselkursänderungen haben beispielsweise auch Einfluss auf die Inflationsentwicklung eines Landes: Eine Abwertung der inländischen Währung führt zu einem Anstieg der Inflationsrate. Eine Aufwertung bewirkt das Gegenteil. Eine Abwertung der einheimischen Währung führt zu einer Förderung der Exporte. Der Export nimmt zu, während gleichzeitig der Import abnimmt, wodurch Inflation entsteht (Makroökonomisches Gleichgewicht).
Außerdem beeinflussen sie direkt die Wettbewerbsfähigkeit inländischer Unternehmen: Eine Abwertung der inländischen Währung führt dazu, dass die Weltmarktpreise inländischer Anbieter sinken. Eine aus diesen Gründen bewusst herbeigeführte Abwertung bezeichnet man als kompetitive Abwertung oder allgemeiner „seinen Nachbarn zum Bettler zu machen“ (englisch Beggar-thy-Neighbor).

## Heutige Situation
Durch die völlige Suspendierung der Wechselkursbandbreiten sind Devisenmarktinterventionen der Zentralbanken heute freiwilliger Natur. Da es keine Vereinbarungen oder allgemeinen Leitlinien gibt, kann das Eurosystem nach Bedarf beschließen, Devisenmarktinterventionen durchzuführen. Das Eurosystem kann solche Interventionen entweder allein (Unilateralität) oder im Rahmen einer koordinierten Intervention zusammen mit anderen Zentralbanken (Multilateralität) durchführen. Interventionen können dann entweder direkt von der EZB oder von den nationalen Zentralbanken im Rahmen einer „offenen Stellvertretung“ für die EZB durchgeführt werden. Die Fähigkeit der EZB, Devisenmarktinterventionen durchzuführen, wird durch ihre Währungsreserven nicht eingeschränkt.
Im Rahmen nicht vollkommen flexibler Wechselkursregime sind Devisenmarktinterventionen fast unerlässlich. Daher werden sie in einer Reihe von Ländern durchgeführt – so beispielsweise im Rahmen des europäischen Wechselkursmechanismus II (WKM II), durch den eine Reihe von Ländern mit festen Wechselkursen an den Euro gebunden sind.
Auch in vielen asiatischen Ländern (beispielsweise VR China und Japan) gehören Devisenmarktinterventionen zu den grundlegenden wirtschaftspolitischen Instrumenten. Dort werden die Interventionen dazu genutzt, um den Außenwert der inländischen Währung gering und somit die Wettbewerbsfähigkeit des Landes hoch zu halten. So kauft China z. B. ständig US-amerikanische Staatsanleihen, um eine gleichbleibende Dollar-Nachfrage zu erwirken und dessen Wert konstant zu halten. Da der Renminbi an den US-Dollar gekoppelt ist, wertet auch er nicht auf oder ab, wenn der Dollar seinen Wert konstant hält. 
Von der amerikanischen Zentralbank Fed wird dieses Instrument hingegen eher zögerlich eingesetzt (ebenso durch die EZB mit Ausnahme des WKM II), weil vor allem die nachhaltige Beeinflussung der Wechselkurse in der Globalisierung kaum noch finanzierbar erscheint. Eine abgestimmte Intervention mehrerer Zentralbanken zur Stabilisierung einer Währung erscheint aber immer noch denkbar, wenn dadurch die Handelsbeziehungen und wirtschaftliche Stabilität aller beteiligten Länder gesichert werden können und den Zentralbankräten eine Schwächung oder Überbewertung einzelner Währungen vorübergehender Natur zu sein scheint.